# Теленештский район
Телене́штский райо́н (рум. Raionul Telenești, Район Теленешты) — административно-территориальная единица Республики Молдова.

## История
Как и большинство районов Молдавской ССР, образован 11 ноября 1940 года с центром в пгт Теленешты. До 16 октября 1990 года находился в составе Оргеевского района, после упразднения уездного деления перешёл в непосредственное республиканское подчинение.
9 января 1956 года в состав Теленештского района передана половина территории упраздняемого Распопенского района и небольшая часть упраздняемого Кишкаренского района.
25 декабря 1962 года Теленештский район был упразднён, но уже через четыре года (27 декабря 1966 года) — восстановлен.
С 1999 года по 2002 год, в рамках проводимой административной реформы, район являлся частью Оргеевского уезда. После упразднения уездного деления, район вновь стал самостоятельной административной единицей.

## Население
|           | 2003 год | 2004 год | 2005 год | 2006 год |
| --------- | -------- | -------- | -------- | -------- |
| Теленешты | 10 450   | 10 400   | 8 400    | 6 700    |
| сёла      | 65 700   | 65 700   | 61 600   | 63 200   |
| Всего:    | 76 150   | 76 100   | 70 000   | 69 900   |

## Известные уроженцы
- Анестиади, Николай Христофорович (1916—1968) — молдавский советский кардиохирург.
- Гаина, Борис Сергеевич (род. 1947) — молдавский винодел, академик АН Республики Молдова.
- Гаина, Валерий Борисович (род. 1956) — рок-музыкант, основатель рок-группы Круиз.
- Друцэ, Борис Викторович (род. 1955) — молдавский писатель, поэт, переводчик и композитор.
- Истру, Богдан Спиридонович (1914—1993) — молдавский поэт и писатель.
- Крушеван, Ольга (1896—1975) — румынская поэтесса, переводчик.
- Мустя, Георгий (род. 1951) — молдавский дирижер и педагог.
- Чобану, Ион Константинович (1927—2001) — молдавский писатель.
- Корман, Игорь Михайлович (род. 1969) — молдавский политический и государственный деятель, дипломат. Председатель парламента Республики Молдова с 30 мая 2013 по 9 декабря 2014 года.